# Gliese 682
Désignations
Gliese 682 (ou GJ 682) est une étoile située à 16,3 années-lumière de la Terre dans la constellation du Scorpion. C'est la 56e étoile la plus proche de la Terre. Cette étoile est une naine rouge de type spectral M4.5V, sa taille est de 27 % celle du Soleil.

## Système planétaire
En 2014, deux exoplanètes de type superterre ont été détectées autour de cette étoile par la méthode des vitesses radiales. Néanmoins, ces planètes restent non confirmées car une étude faite en 2020 n'a pas retrouvé leur signal et a conclu à un artéfact dû probablement à l'activité stellaire.
| Planète | Masse    | Demi-grand axe (ua) | Période orbitale (jours) | Excentricité | Inclinaison | Rayon |
| ------- | -------- | ------------------- | ------------------------ | ------------ | ----------- | ----- |
| b       | > 4,4 M🜨 | 0,08                | 17,48                    | 0,08         |             |       |
| c       | > 8,7 M🜨 | 0,18                | 57,32                    | 0,10         |             |       |